# 22944 Sarahmarzen
22944 Sarahmarzen è un asteroide della fascia principale. Scoperto nel 1999, presenta un'orbita caratterizzata da un semiasse maggiore pari a 2,2696431 UA e da un'eccentricità di 0,0930131, inclinata di 3,72376° rispetto all'eclittica.